# Casteldaccia
Casteldaccia település Olaszországban, Szicília régióban, Palermo megyében. Lakosainak száma 11 585 fő (2023. január 1.). Casteldaccia Altavilla Milicia, Baucina, Bolognetta, Caccamo, Misilmeri, Santa Flavia, Trabia és Ventimiglia di Sicilia községekkel határos.

## Népesség
A település lakossága az elmúlt években az alábbi módon változott:
| Lakosok száma | 11 641 | 11 655 | 11 585 |
|               | 2017   | 2018   | 2023   |